# Yuriria, Mexiko
Yuriria är en stad i Mexiko.   Den ligger i kommunen Yuriria och delstaten Guanajuato, i den centrala delen av landet, 230 km väster om huvudstaden Mexico City. Yuriria ligger 1 745 meter över havet och antalet invånare är 21 775.
Terrängen runt Yuriria är kuperad åt sydväst, men åt nordost är den platt. Runt Yuriria är det ganska tätbefolkat, med 108 invånare per kvadratkilometer. Närmaste större samhälle är Uriangato, 9,4 km sydväst om Yuriria. I omgivningarna runt Yuriria växer huvudsakligen savannskog.